# Яма (мемориал)
Мемориал «Яма» расположен на улице Мельникайте в Минске и посвящён жертвам Холокоста. Здесь 2 марта 1942 года нацистами было расстреляно около 5000 узников Минского гетто.

## Описание
Обелиск установлен в 1947 году. Текст надписи на идише написан поэтом Хаимом Мальтинским:
א ליכטיקער אָנדענק אפ אײביקע יאָרנ די פינפ טױזנט ייִדנ-קדױשימ װאָס זײַנענ דערמאָרדעט געװאָרנ דורכ די הענט פון די בלוטיקסטע סאָנימ פון דער מענשהײַט — די פאַשיסטיש-דײַטשישע מערדער־טאליאָנימ‎
Текст надписи на русском:
Светлая память на вечные времена пяти тысячам евреев, погибших от рук лютых врагов человечества — фашистско-немецких злодеев 2 марта 1942 года
Это был первый памятник жертвам Холокоста в СССР, на котором было разрешено сделать надпись на идише. Но затем Мальтинского (в 1949 г.) и каменотёса Мордуха Спришена (в 1952 г.) арестовали и сослали в лагеря ГУЛАГа по обвинению в «космополитизме — проявлении еврейского буржуазного национализма», в том числе за то, что посмели написать на памятнике не предписанную фразу о «мирных советских гражданах», а прямо о евреях.
В 2000 году установлена бронзовая скульптурная композиция «Последний путь», расположенная вдоль ступенек, ведущих к центру мемориала, и представляющая собой группу обречённых мучеников, спускающихся на дно ямы. Памятник создавался в течение 8 лет. Архитектор — Леонид Левин. Скульпторы — Александр Финский, Э. Полок.
При выполнении работ по реконструкции мемориала не применялись машины и механизмы — все работы выполнялись вручную, в том числе и устройство фундамента скульптуры. Раскопки не проводились.
В соответствии с первоначальным вариантом проекта скульптурная группа должна была содержать больше конкретики, хотя и достаточно абстрактной (фигуры скрипача или беременной женщины представляли бы собой персонажи скорее собирательные). Однако окончательно остановились на по-своему более выразительной эстетике, лишённой национального колорита.
Памятник неоднократно подвергался нападкам вандалов.

## Галерея

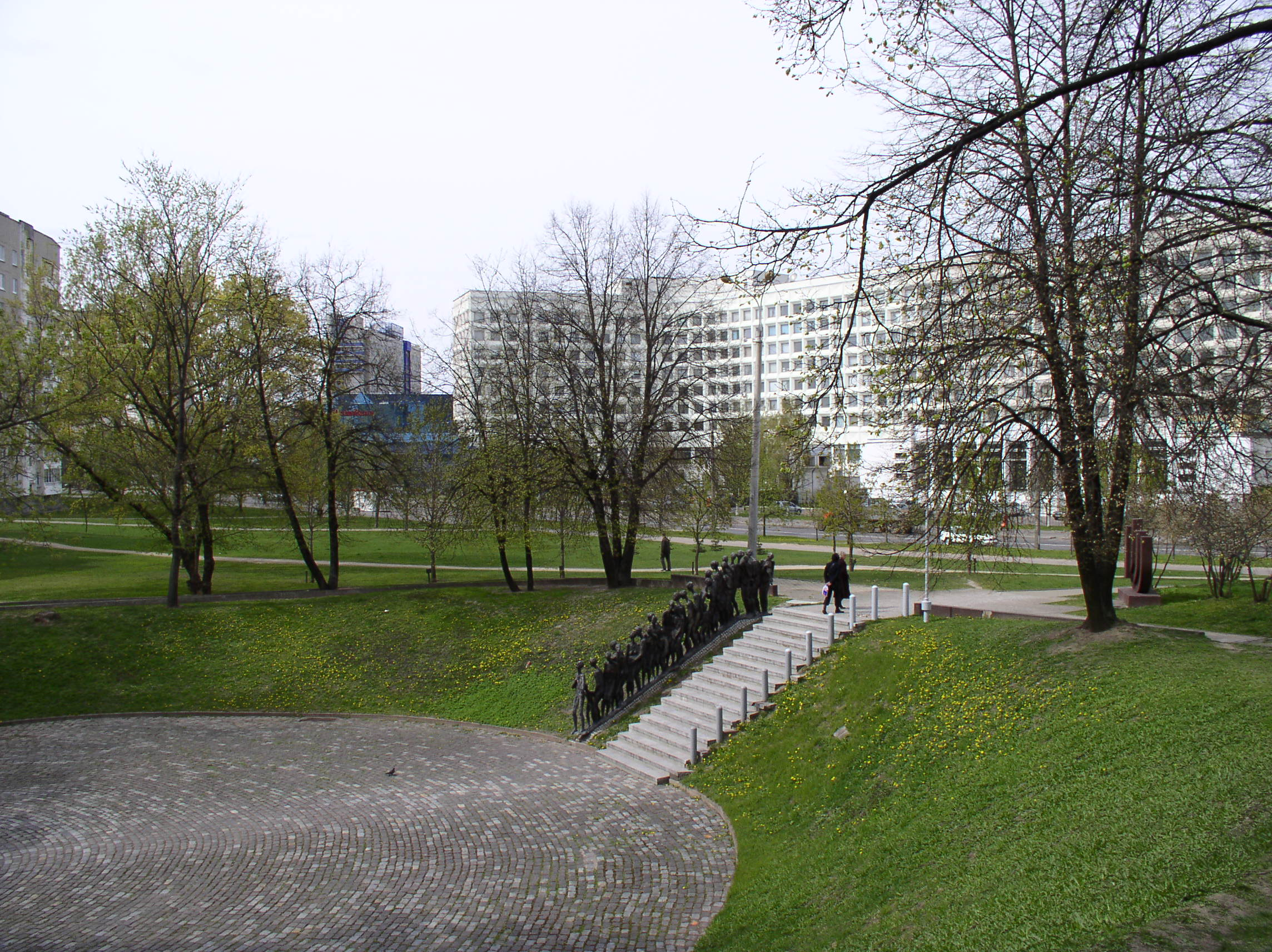
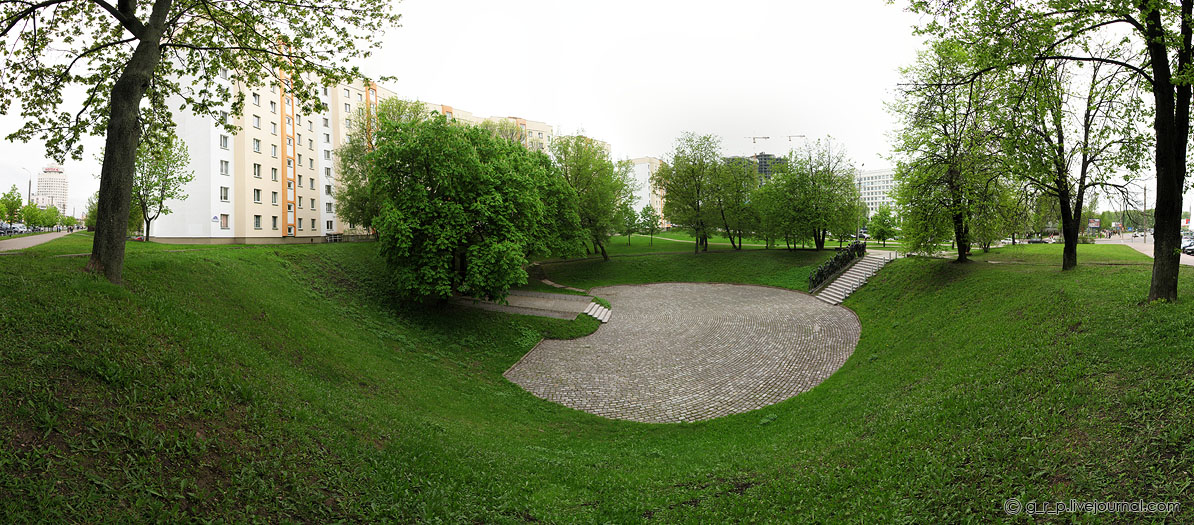
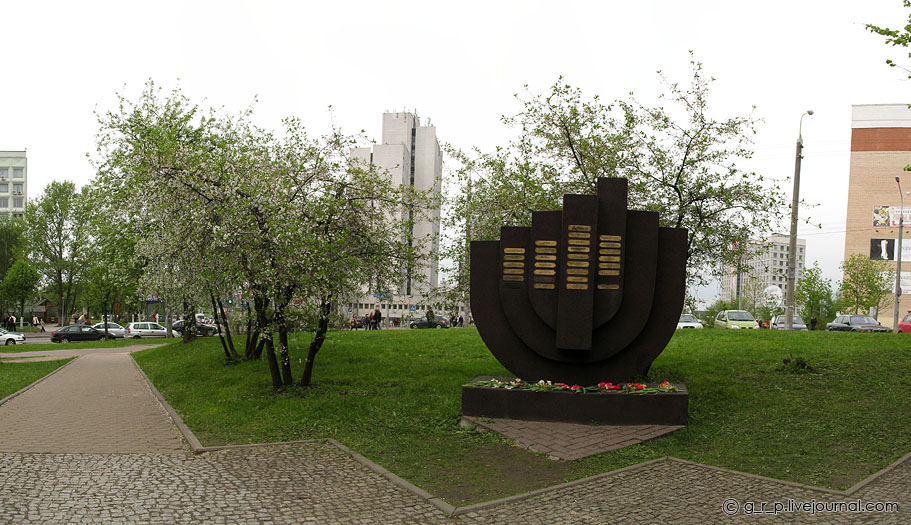
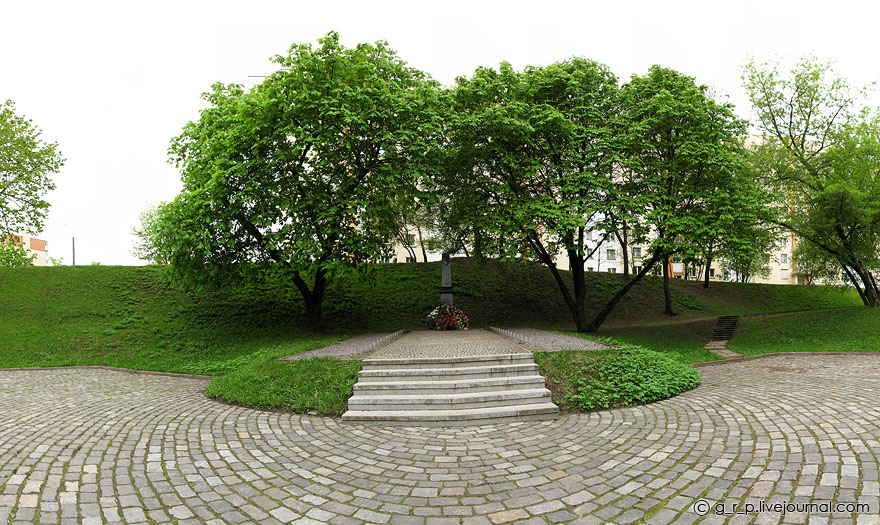
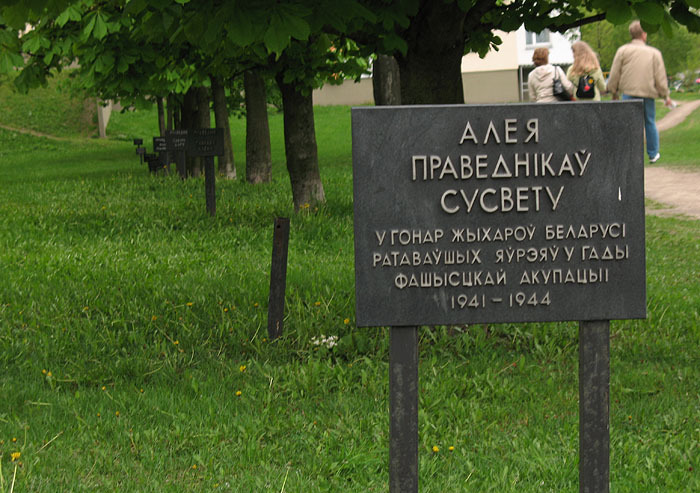